# Armia Poznań
L'Armia Poznań è una squadra di football americano di Poznań, in Polonia. È nata nel 2018 in seguito alla fusione dei Kozły Poznań con i Patrioci Poznań; gioca in PFL2.

## Dettaglio stagioni

### Tornei nazionali

#### Campionato

##### LFA1
Questi tornei - pur essendo del massimo livello della loro federazione - non sono considerati ufficiali in quanto organizzati da una federazione "rivale" rispetto a quella ufficialmente riconosciuta dagli organismi nazionali e internazionali.
| Stagione | regular season | regular season | regular season | regular season | regular season | regular season | playoff | playoff | playoff | playoff | playoff | playoff   | playoff    |
|          | Vin            | Par            | Per            | Tot            | PF             | PS             | Vin     | Per     | Tot     | PF      | PS      | risultato | avversaria |
| -------- | -------------- | -------------- | -------------- | -------------- | -------------- | -------------- | ------- | ------- | ------- | ------- | ------- | --------- | ---------- |
| 2019     | 4              | 0              | 4              | 8              | 173            | 195            | -       | -       | -       | -       | -       | -         | -          |
| Totale   | 4              | 0              | 4              | 8              | 173            | 195            | -       | -       | -       | -       | -       |           |            |

Fonti: Enciclopedia del Football - A cura di Roberto Mezzetti

##### PFL2
| Stagione | regular season | regular season | regular season | regular season | regular season | regular season | playoff | playoff | playoff | playoff | playoff | playoff   | playoff       |
|          | Vin            | Par            | Per            | Tot            | PF             | PS             | Vin     | Per     | Tot     | PF      | PS      | risultato | avversaria    |
| -------- | -------------- | -------------- | -------------- | -------------- | -------------- | -------------- | ------- | ------- | ------- | ------- | ------- | --------- | ------------- |
| 2021     | 6              | 0              | 0              | 6              | 200            | 25             | 2       | 0       | 2       | 63      | 20      | Campioni  | Wilki Łódzkie |
| Totale   | 6              | 0              | 0              | 6              | 200            | 25             | 2       | 0       | 2       | 63      | 20      |           |               |

Fonti: Enciclopedia del Football - A cura di Roberto Mezzetti

##### LFA9
| Stagione | regular season | regular season | regular season | regular season | regular season | regular season | playoff | playoff | playoff | playoff | playoff | playoff   | playoff         |
|          | Vin            | Par            | Per            | Tot            | PF             | PS             | Vin     | Per     | Tot     | PF      | PS      | risultato | avversaria      |
| -------- | -------------- | -------------- | -------------- | -------------- | -------------- | -------------- | ------- | ------- | ------- | ------- | ------- | --------- | --------------- |
| 2020     | 5              | 0              | 1              | 6              | 221            | 107            | 2       | 1       | 3       | 97      | 49      | Finale    | Armada Szczecin |
| Totale   | 5              | 0              | 1              | 6              | 221            | 107            | 2       | 1       | 3       | 97      | 49      |           |                 |

Fonti: Enciclopedia del Football - A cura di Roberto Mezzetti

### Riepilogo fasi finali disputate
| Anno            | Luogo | Evento | Fase del torneo | Incontro                       | Risultato |
| 8 novembre 2020 |       | LFA9   | Finale          | Armada Szczecin - Armia Poznań | 24 - 21   |
| 10 luglio 2021  |       | PFL2   | Finale          | Armia Poznań - Wilki Łódzkie   | 29 - 20   |

## Palmarès
- 1 PFL2 (2021)